# Urbanov
Urbanov är en ort i Tjeckien.   Den ligger i regionen Vysočina, i den centrala delen av landet, 130 km sydost om huvudstaden Prag. Urbanov ligger 553 meter över havet och antalet invånare är 124.
Terrängen runt Urbanov är lite kuperad. Runt Urbanov är det ganska tätbefolkat, med 65 invånare per kvadratkilometer. Närmaste större samhälle är Dačice, 15,8 km söder om Urbanov. I omgivningarna runt Urbanov växer i huvudsak blandskog.